# Джон, Джошуа
Джошуа Арнолд Джон (нидерл. Joshua Arnold John; 1 октября 1988, Алкмар, Нидерланды) — нидерландский и арубанский футболист, полузащитник сборной Арубы.

## Карьера
Футбольную карьеру начал в 2007 году в составе клуба «Спарта» Роттердам.
В 2012 году стал игроком нидерландского клуба «Твенте».
В 2012—2013 годах на правах аренды играл за датский «Норшелланн». В том же году датский клуб выкупил игрока.
В 2016 году подписал контракт с клубом «Бурсаспор», за который провел 30 матчей в Чемпионате Турции.
В начале 2019 года перешёл в казахстанский клуб «Кайсар».
В сентябре 2020 года стал игроком клуба ВВВ-Венло.

## Достижения
«Норшелланн»
- Серебряный призёр чемпионата Дании: 2012/13

«Кайсар»
- Обладатель Кубка Казахстана: 2019